# Chamaeleo zeylanicus
Chamaeleo zeylanicus är en ödleart som beskrevs av Laurenti 1768. Chamaeleo zeylanicus ingår i släktet Chamaeleo och familjen kameleonter. Inga underarter finns listade i Catalogue of Life.
Denna kameleont förekommer nästan i hela Indien, i östra Pakistan och i västra Sri Lanka. Arten hittas i låglandet och i bergstrakter upp till 1200 meter över havet. Habitatet utgörs främst av torra lövfällande skogar och av buskskogar men Chamaeleo zeylanicus besöker även mangrove och oaser i öknar. Individerna är aktiva på dagen och de klättrar främst i växtligheten. Denna kameleont har termiter, gräshoppor och andra insekter som föda. Fortplantningen sker under den kalla årstiden. Honor lägger 10 till 40 ägg som göms i jordhålor. Äggen kläcks efter 90 eller några fler dagar.
Beståndet hotas av skogarnas omvandling till odlingsmark. Dessutom drabbas skogarna med jämna mellanrum av bränder. Några exemplar fångas och hölls som terrariedjur och andra individer används i den traditionella medicinen. Chamaeleo zeylanicus hittas i flera naturskyddsområden. IUCN listar arten som livskraftig (LC).